# ستيفن جاك
ستيفن جاك (4 أغسطس 1970 - ) (بالإنجليزية: Steven Jack)‏ هو لاعب كريكت جنوب أفريقي.

## وصلات خارجية
- ستيفن جاك على موقع إي آس بي آن كريك إنفو (الإنجليزية)